# يشوع الغناصري

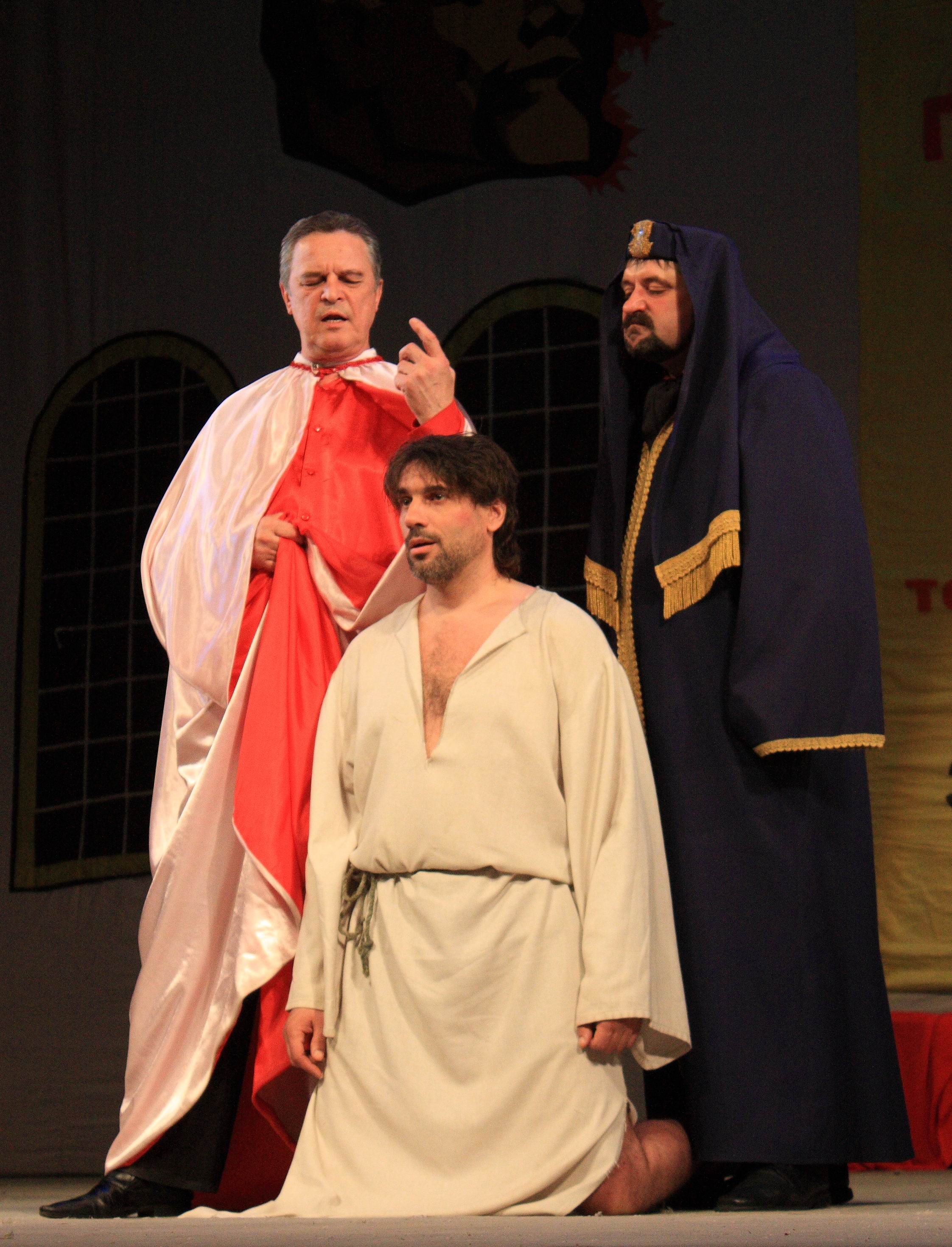

يشوع الغناصري (أو يشوع هانوصري) أحد شخصيات رواية المعلم ومارغريتا للكاتب الروسي ميخائيل بولغاكوف، ويشوع الغناصري اسم مصحف ليسوع الناصري. يظهر الغناصري في مواجهة بيلاطس البنطي في الفصل الثاني من الرواية، ويُصلب فيما بعد؛ ليموت على الصليب.
لم يكن بولغاكوف دقيقاً بشأن محل ميلاد يشوع الغناصري، ففي الفصل الثاني يقول أنه يأتي من غامالا (يمكن أن تفسر على أنها الجليل، وفي الفصل السادس والعشرين يقول أنه من إن-ساريد، مما يؤكد شخصية يشوع الغناصري الحقيقية باعتباره يسوع الناصري.
يقف الغناصري في الرواية وحيداً في وجه التآمر عليه من قبل كهنة الهيكل الذين يصرون على صلبه، ويواجه في فصلها الثاني بيلاطس البنطي بشجاعة قائلاً بأن الناس جميعاً طيبون. يُقاد يشوع إلى الصليب، ويصلب حتى الموت مع فشل محاولات تلميذه ليفي ماتفي (متى العشار) في إنقاذه، لكن موته ليس حقيقياً، فالإيمان به وبأفكاره حي، ووقفته الشامخة في مواجهة الشر والظلم من أكثر المواقف تأثيراً في الرواية، وأحد ثيماتها الرئيسية.
في آخر الرواية يرسل الغناصري متى ليقابل فولند ويأذن له بأخذ المعلم إلى حيث ينعم بالطمأنينة ويقابل بيلاطس البنطي ليبلغه بتحريره.

المعلم ومارغريتا لبولغاكوف

الشخصيات: المعلم | مارغريتا | فولند | بيلاطس البنطي | يشوع الغناصري | كرفيوف/فاغوت | بهيموث | إيفان بزودمني

الأمكنة: الشقة رقم خمسين | شارع السادوفايا | مسرح المنوعات | بيت غريباييدف | مصح الدكتور سترافنسكي

الأحداث الهامة: السحر الأسود وفضحه | حفلة الشيطان الكبرى

متعلقات: قائمة شخصيات المعلم ومارغريتا | قائمة الأمكنة في المعلم ومارغريتا